# The Works (Album)
The Works ist das 1984 erschienene zehnte Studioalbum der britischen Rockgruppe Queen. Produziert wurde es von August 1983 bis Januar 1984 in Los Angeles und München. Die erfolgreichsten Songs des Albums sind Radio Ga Ga und I Want to Break Free.

## Titelliste
LP-Seite 1
1. Radio Ga Ga (Taylor) a
2. Tear It Up (May)
3. It’s a Hard Life (Mercury) a
4. Man on the Prowl (Mercury)

LP-Seite 2
1. Machines (or ‘Back to Humans’) (May/Taylor)
2. I Want to Break Free (Deacon) a
3. Keep Passing the Open Windows (Mercury)
4. Hammer to Fall (May) a
5. Is This the World We Created …? (Mercury/May)

Als B-Seite der Single Radio Ga Ga erschien der von Brian May geschriebene Titel I Go Crazy. Produziert wurde das Album von Queen/Mack, aufgenommen von Mack. Weiterer Toningenieur in Los Angeles war Mike Beiriger, assistiert wurde er von Stefan Wissnet und Ed Delena.

## Details zu den einzelnen Liedern

### Radio Ga Ga
Erstmals wurde mit Radio Ga Ga ein von Roger Taylor geschriebener Titel als Vorab-Singleauskoppelung ausgewählt. Der von Elektropop beeinflusste Titel entwickelte sich zu einer der kommerziell erfolgreichsten Singles von Queen. Die Synthesizer waren von Fred Mandel, der die Band in der zweiten Phase der Hot-Space-Tournee als Keyboarder begleitet hatte, programmiert worden. Für das Video bearbeitete der Regisseur David Mallet Ausschnitte aus Fritz Langs Science-Fiction-Stummfilm Metropolis aus dem Jahr 1927. Die Entstehung des Stücks geht laut Taylor auf seinen dreijährigen Sohn zurück, der ein laufendes Radioprogramm mit den Worten „Radio Poo Poo“ kommentierte.

### Tear It Up
Brian Mays Tear It Up ist abgesehen von Is This the World We Created...? der einzige Titel des Albums, von dem keine alternative Fassung veröffentlicht wurde.

### It’s a Hard Life
Das Intro von Freddie Mercurys It’s a Hard Life basiert auf der Arie Vesti la giubba aus Ruggero Leoncavallos erstmals 1892 aufgeführter Oper Pagliacci. Im von Roger Taylor und Brian May ungeliebten Video, das von Tim Pope in München gedreht wurde, ist auch die Schauspielerin Barbara Valentin zu sehen, die mit Mercury befreundet war.

### Man on the Prowl
Mit Man on the Prowl komponierte Mercury nach der Hit-Single Crazy Little Thing Called Love einen weiteren Rockabilly-Titel. Am Klavier sind sowohl Mercury als auch Fred Mandel zu hören. Die „Extended Version“ von Man on the Prowl ist fast doppelt so lang wie die Albumfassung.

### Machines (or ‘Back to Humans’)
Machines ist der erste von Brian May und Roger Taylor gemeinsam geschriebene Queen-Titel. Charakteristisch für das Stück ist u. a. die Kombination von Drumcomputer und akustischem Schlagzeug. Den ‚Fairlight CMI‘-Synthesizer/Sampler programmierte Koproduzent Mack; Taylors „Roboter“-Stimme ist durch einen Vocoder erzeugt. Der instrumentale Remix von Machines beinhaltet Samples aus Goin’ Back, Ogre Battle und Flash. Diese Version erschien ursprünglich als B-Seite der nordamerikanischen Single-Ausgabe von I Want to Break Free; sie ist auch auf der 1992 im Rahmen der Box of Tricks veröffentlichten Compilation The 12″ Collection enthalten.

### I Want to Break Free
Die auch auf der Kompilation Greatest Hits II enthaltene Single-Remix von John Deacons I Want to Break Free ist ungewöhnlicherweise deutlich länger als die Album-Fassung; beide Versionen unterscheiden sich auffällig voneinander. Die auf der Maxi-Single veröffentlichte, als ‚Extended Mix‘ bezeichnete dritte Lied-Version beinhaltet zusätzlich kurze Ausschnitte aus sämtlichen Titeln des Albums. Berühmt ist David Mallets Video zum Song, in dem die Queen-Bandmitglieder in Frauenkleidern die britische Seifenoper Coronation Street parodieren; außerdem sind von Freddie Mercury gemeinsam mit dem Royal Ballet aufgeführte Ballettszenen zu sehen. In den Vereinigten Staaten weigerte sich MTV, dieses Video zu senden.

### Keep Passing the Open Windows
Die Titelworte sind ein Zitat aus John Irvings Roman Das Hotel New Hampshire. Mercury hatte Keep Passing the Open Windows ursprünglich für die von Queen-Manager Jim Beach koproduzierte, 1984 erschienene Verfilmung Hotel New Hampshire geschrieben; allerdings kam es letztlich nicht zu einer Beteiligung Mercurys beziehungsweise Queens am Soundtrack des Films.

### Hammer to Fall
Das von May stammende Hammer to Fall thematisiert die vor allem in der Zeit des Kalten Krieges bestehende Gefahr eines Atomkrieges („In the shadow of the mushroom cloud“). Der auf der 12″-Single enthaltene „Headbangers Mix“ unterscheidet sich von der Albumfassung durch ein zusätzliches Intro und ein ausgedehntes Gitarrensolo nach dem letzten Refrain. 1986 wurde ein Ausschnitt aus Hammer to Fall auch im Film Highlander verwendet, für den Queen einen Großteil der Filmmusik aufnahmen. Die Live-Interpretationen des Stücks bei Soloauftritten von Brian May in den 90er Jahren und bei den Queen + Paul Rodgers-Konzerten weichen deutlich von Queens bisheriger Fassung ab: Die ersten Strophen wurden in äußerst langsamem Tempo und lediglich von Mays Gitarre begleitet als Ballade interpretiert.

### Is This the World We Created …?
Die verglichen mit anderen Queen-Alben relativ starken politischen beziehungsweise sozialen Bezüge in den Liedtexten zeigen sich auch in Is This the World We Created …?, das sich mit der Hungersnot in der sogenannten Dritten Welt auseinandersetzt. Neun Monate nach Erscheinen des Albums The Works wurde diese Problematik auch von der u. a. durch Bob Geldof initiierten Band-Aid-Benefiz-Single Do They Know It’s Christmas? aufgegriffen. Is This the World We Created …? ist der erste Queen-Titel mit der Autorenangabe „Mercury/May“. Das einzige Instrument neben Mercurys Gesang ist die von May gespielte akustische Gitarre. Der Titel wurde von ihnen auch 1985 im Finale des Live-Aid-Konzerts im Londoner Wembley-Stadion gespielt.

### I Go Crazy
Brian Mays I Go Crazy wurde nur als B-Seite der ersten Singleauskoppelung Radio Ga Ga veröffentlicht. Laut Autor May hatten die übrigen Queen-Mitglieder den Titel abgelehnt und verhindert, dass I Go Crazy auf dem Album The Works enthalten ist: „lt was very rough and raw, but I really liked the sound. The other three hated it so much they were ashamed to play it. So it wound up as the B-side on ‘Radio Ga Ga’ […]. But you see, it was kept off the album by the majority.“ Auf der 1991 in den USA erschienenen CD-Neuausgabe des Albums ist der Song als Bonus-Track vertreten.

## Alternative Versionen der Lieder
Auf den 1984 erschienenen 7″-Singles und 12″-/Maxi-Singles sind zahlreiche Remixe und alternative Song-Fassungen enthalten.
| Songs                          | Alternativ-Versionen | Alternativ-Versionen         | Alternativ-Versionen | Album-Versionen |
| Songs                          | Single               | Extended                     | Instrumental         | Album-Versionen |
| ------------------------------ | -------------------- | ---------------------------- | -------------------- | --------------- |
| Radio Ga Ga                    | –                    | 6:53                         | 6:01                 | 5:49            |
| I Want to Break Free           | 4:21                 | 7:16 („Extended Mix“)        | –                    | 3:20            |
| Machines (or ‘Back to Humans’) | –                    | –                            | 5:08                 | 5:10            |
| It’s a Hard Life               | –                    | 5:05                         | –                    | 4:08            |
| Hammer to Fall                 | 3:40                 | 5:23 („The Headbangers Mix“) | –                    | 4:28            |
| Man on the Prowl               | –                    | 6:04                         | –                    | 3:28            |
| Keep Passing the Open Windows  | –                    | 6:50                         | –                    | 5:21            |

Die beiden Single-Fassungen von I Want to Break Free und Hammer to Fall sind auch auf der Compilation Greatest Hits II zu finden. Der instrumentale Remix von Machines wurde auf der B-Seite der nordamerikanischen 12″-Single I Want to Break Free veröffentlicht. Man on the Prowl und Keep Passing the Open Windows erschienen Ende 1984 auf der 12″-Single Thank God It’s Christmas.
Die 1992 als Teil der Box of Tricks veröffentlichte Compilation The 12″ Collection beinhaltet sowohl den Remix von Machines als auch sämtliche ‚Extended Versions‘ mit Ausnahme von Keep Passing the Open Windows.

## Rezeption
Sounds (Großbritannien), 1984, von Sandy Robertson: „It’s all there, I assure you: spurious social comment in ‘Machines (or Back To Humans)’, slight Fred ballad via ‘Is This The World We Created...?’ and even a nip of the old Brian May metal with the (excellent actually) ‘Hammer To Fall’.“
Record Mirror (Großbritannien), 1984: „The comfortable yet demanding ‘Radio Ga Ga’ is brought down to earth by the hot and oily ‘Tear It Up’, with it’s catscratch fever guitar. Another jewel in the crown.“
People (USA), 1984: „The hit single Radio Ga-Ga attempts simultaneously to send up and exploit electropop and does achieve a kind of droning, hypnotic appeal, though its success may be due less to the music than the video associated with the track. Far more impressive is the tightly produced I Want to Break Free, […] highlighted by an eerily trenchant synthesizer solo by Fred Mandel, deftly mimicking guitar tones and inflections. There’s something here for just about everyone: a wild rocker in Tear It Up, a social-consciousness raiser in Is This the World We Created?, an ode to the computer culture in Machines. The sweetness of lead singer Freddie Mercury’s voice provides an attractive contrast to the band’s biting style, and the LP contains enough rhythmic hooks to hang a whole disco full of coats on.“
Rolling Stone (USA), 1984, von Parke Puterbaugh: „What’s left is a lean hard-rock sound, making The Works perhaps the first record to refute the maxim that the words Queen and listenable are, of necessity, mutually exclusive. […] ‘Is This the World We Created...?’ is an acoustic meditation on hunger and hate and generational responsibility, sung with conviction by Mercury. This unanticipated humanitarianism is the perfect grace note to the preceding thrash-fest. The Works is a royal feast of hard rock without that awful metallic aftertaste; as such, it might turn out to be the Led Zeppelin II of the Eighties. Not so depressing a prospect at that.“

## Singleauskopplungen
- Radio Ga Ga (23. Januar 1984)
- I Want to Break Free (22. April 1984)
- It’s a Hard Life (16. Juli 1984)
- Hammer to Fall (10. September 1984)

## Kommerzieller Erfolg

### Chartplatzierungen
| ChartsChartplatzierungen       | Höchstplatzierung | Wochen/ Monate |
| ------------------------------ | ----------------- | -------------- |
| Deutschland (GfK)              | 3 (43 Wo.)        | 43 Wo.         |
| Österreich (Ö3)                | 2 (10 Mt.)        | 10 Mt.         |
| Schweiz (IFPI)                 | 3 (32 Wo.)        | 32 Wo.         |
| Vereinigte Staaten (Billboard) | 23 (20 Wo.)       | 20 Wo.         |
| Vereinigtes Königreich (OCC)   | 2 (93 Wo.)        | 93 Wo.         |

| ChartsJahrescharts (1984) | Platzierung |
| ------------------------- | ----------- |
| Deutschland (GfK)         | 10          |
| Österreich (Ö3)           | 2           |
| Schweiz (IFPI)            | 3           |

### Auszeichnungen für Musikverkäufe
| Land/Region                  | Auszeichnungen für Musikverkäufe (Land/Region, Auszeichnung, Verkäufe) | Verkäufe  |
| ---------------------------- | ---------------------------------------------------------------------- | --------- |
| Dänemark (IFPI)              | Gold                                                                   | 10.000    |
| Deutschland (BVMI)           | Platin                                                                 | 500.000   |
| Italien (FIMI)               | Gold                                                                   | 25.000    |
| Kanada (MC)                  | Platin                                                                 | 100.000   |
| Neuseeland (RMNZ)            | Gold                                                                   | 10.000    |
| Niederlande (NVPI)           | Gold                                                                   | 50.000    |
| Österreich (IFPI)            | Platin                                                                 | 50.000    |
| Polen (ZPAV)                 | Platin                                                                 | 20.000    |
| Schweiz (IFPI)               | Platin                                                                 | 50.000    |
| Spanien (Promusicae)         | Gold                                                                   | 50.000    |
| Vereinigte Staaten (RIAA)    | Gold                                                                   | 500.000   |
| Vereinigtes Königreich (BPI) | Platin                                                                 | 300.000   |
| Insgesamt                    | 6× Gold · 6× Platin ·                                                  | 1.665.000 |

Hauptartikel: Queen (Band)/Auszeichnungen für Musikverkäufe